# Georgije Trapezuntski
Car Georgije (Juraj, Đuro; grčki Γεώργιος Κομνηνός, Geōrgios Komnēnos) (o. 1255. - nakon 1284.) bio je princ i car Trapezuntskog Carstva. Vladao je 1266. – 1280.
Njegovi roditelji su bili car Manuel I. Trapezuntski i njegova treća žena Irena Syrikaina.
Georgije je bio polubrat carice Teodore i cara Andronika II. Trapezuntskog. Njega je i naslijedio te je vladao 14 godina.
Njegov je mlađi brat bio Ivan II., trapezuntski car.
Čini se da je Georgije bio mladi tinejdžer kad je stupio na vlast.
Ime njegove supruge ili konkubine nije nam poznato; rodila je Georgiju jednu kćer nepoznata imena. Ta je princeza bila žena nekog gruzijskog plemića.
Georgijevi su neprijatelji bili bizantski car Mihael VIII. Paleolog, Mu'in al-Din Sulejman i David VI. Gruzijski.
Mihael Panaretos je zapisao da je Georgije izdan od svojih službenika na planini Taurezion.
Ovaj misteriozni vladar možda nikada nije ni imao naslov cara te je moguće da je vladao pod naslovom despota.
Što mu se točno dogodilo, vjerojatno će zauvijek ostati tajna.